# District de Joinville

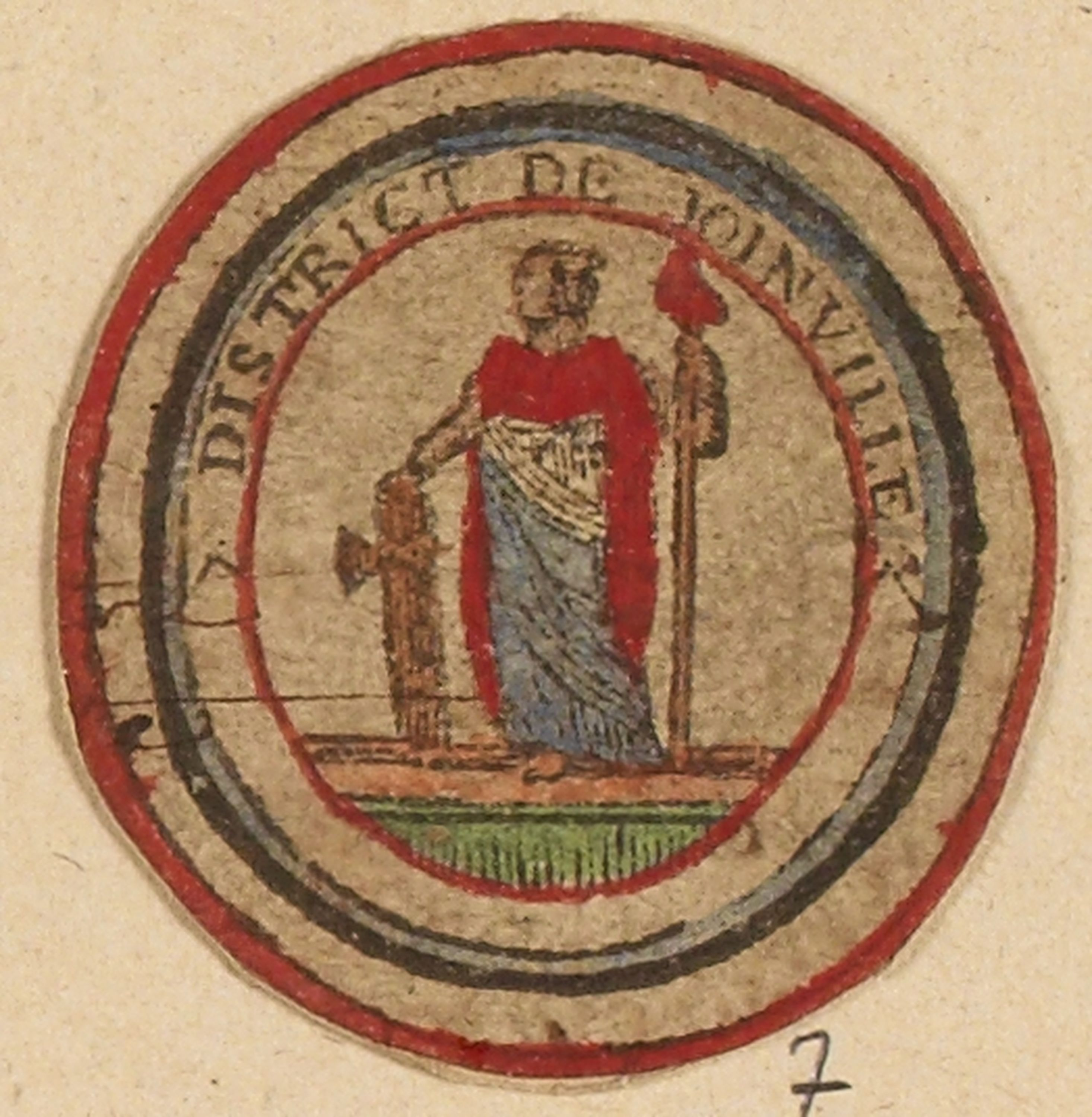
Jeton du district de Joinville, provenant de la collection Fabre de Larches. Entre 1792 et 1794.

Le district de Joinville est une ancienne division territoriale française du département de la Haute-Marne de 1790 à 1795.
Il était composé des cantons de Joinville, Curel, Doulaincourt, Doullevant, Echenets, Lescheres, Poissons et Saint Urbain.